# Лихогоденко Семен Сергійович
Семен Сергійович Лихогоденко (нар. 1 вересня 1919, Біла Церква — пом. 14 січня 1997, Київ) — радянський, український актор кіно та театру.

## Життєпис
Семен Лихогоденко народився 1 вересня 1919 року в місті Біла Церква, в родині власника невеликої фабрики з виробництва сит. У 1934 році сім'я переїхала в місто Київ і до 1941 року Семен працював в артілі стругальників.
1941 року пішов на фронт та потрапив у полон. Був звільнений союзними військами з полону в 1945 році. До 1946 року служив в артилерійській бригаді.
27 серпня 1946 року вступив у хор театру імені Івана Франка. У 1948 році закінчив студію при театрі та здобув звання актора. Працював у театрі імені Франка 45 років.
Мав диплом актора розмовного жанру від Київської філармонії.
Після відходу на пенсію продовжував працювати в різних театрах.
Помер 14 січня 1997 року.

## Фільмографія
- 1953 «Мартин Боруля» — Трохим, наймит Борулі;
- 1954 «Тривожна молодість» — епізод (немає у титрах);
- 1956 «Кривавий світанок» — епізод;
- 1959 «Олекса Довбуш» — німий;
- 1962 «Свіччине весілля» — Балабуха;
- 1962 «Сейм виходить з берегів» — Петро;
- 1962 «Королева бензоколонки» — водій;
- 1966 «Авдотья Павлівна» — голова колгоспу;
- 1966 «Безталанна» (фільм-вистава) — сват;
- 1967 «Тиха Одеса» — епізод;
- 1969 «Варчина земля» — член журі пісенного конкурсу (немає у титрах);
- 1969 «Зла доля» — епізод;
- 1969 «Серце Бонівура» — епізод;
- 1970 «Для домашнього вогнища» — епізод;
- 1970 «В'язні Бомона» — в'язень (немає у титрах);
- 1971 «Ніна» — німецький офіцер (немає у титрах);
- 1976 «Щедрий вечір» — Володимир[1];
- 1978 «Дві сім'ї» — Пилип[2];
- 1982 «Грачі» — чоловік на суді (немає у титрах);
- 1990 «Відьма» — епізод;
- 1995 «Острів любові» — картяр;